# Pieve Ligure
Pieve Ligure (ligur nyelven A Ceive de Söi) település Olaszországban, Liguria régióban, Genova megyében. Lakosainak száma 2402 fő (2023. január 1.). Pieve Ligure Bogliasco és Sori községekkel határos.

## Népesség
A település lakossága az elmúlt években az alábbi módon változott:
| Lakosok száma | 2515 | 2497 | 2402 |
|               | 2017 | 2018 | 2023 |